# 凝華

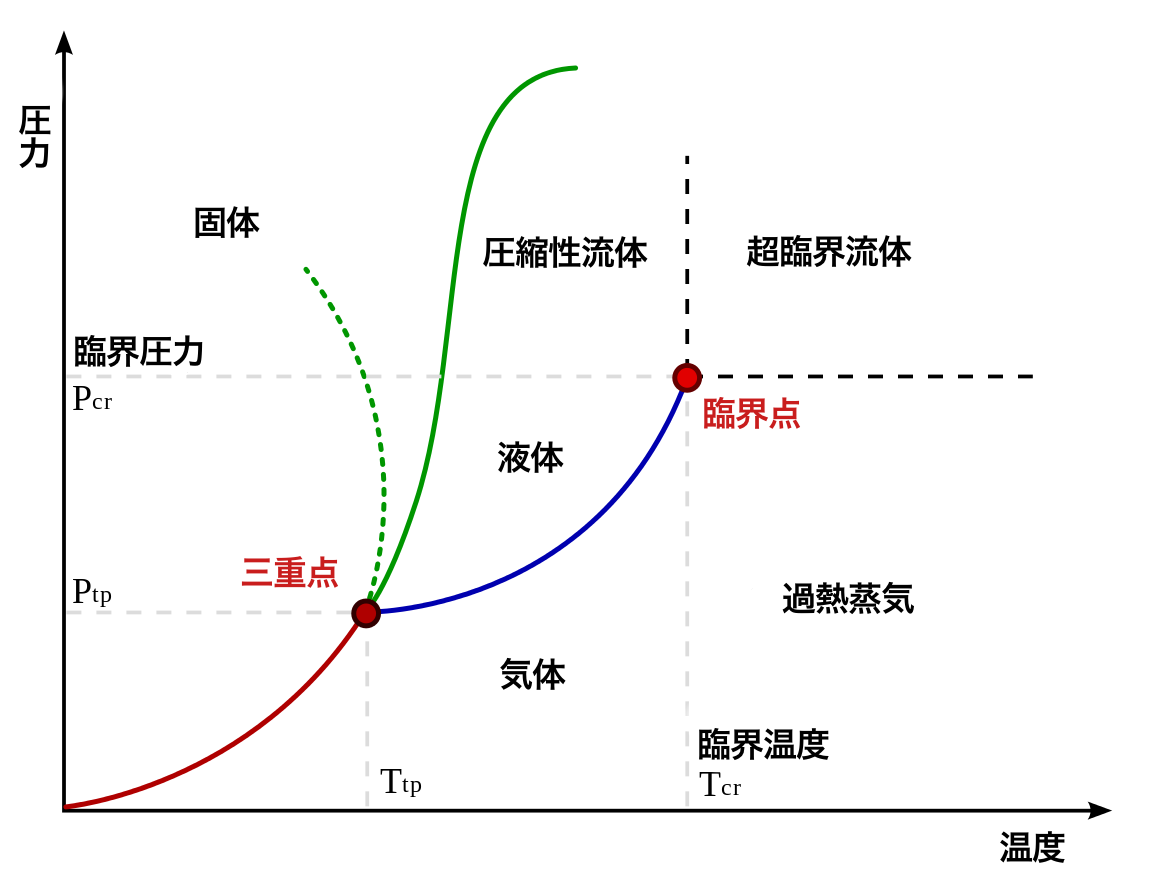
一般的な物質の相図。三重点以下の温度または圧力（赤線部分）で凝華が起こる。

凝華（ぎょうか、英語: deposition）とは、元素や化合物が液体を経ずに気体から固体へと相転移する現象。温度と圧力の交点が三重点より下へ来た場合に起こる。

## 概要
標準圧では、ほとんどの化合物と元素が温度変化により固体、液体、気体の三態間を相転移する性質を持つ。この状態においては、気体から固体へと相転移する場合、中間の状態である液体を経る必要があるが、一部の化合物と元素は一定の圧力下において、気体と固体間を直接に相転移する。
英語では主にdepositionと呼び、desublimationが使われることもある。また、厳密には不正確とされるがsublimationが使われることもある。

## 用語の置き換え
日本語では、気体から固体への相転移を指す用語として「昇華」が使われてきた。高等学校用検定教科書では1950年代ごろから、『広辞苑』（岩波書店刊）では1955年以降の版で、この用法がみられるようになっている。誤りとみなされるようになったこの用法が発生した背景には、昇華精製のことを指す「昇華」の用法が誤解された可能性が指摘されている。
一方、遡って明治時代から化学者の間では、固体から気体への相転移と、固体から気体を経て再び固体になる変化（昇華精製）の2通りの意味で「昇華」を用いていた。英語におけるsublimationの現在まで続く用法とほぼ同じである。そして、第二次世界大戦後も『理化学辞典』（岩波書店刊）『化学大辞典』（共立出版刊）ではこの用法で記載が続いてきた。
その後定着した気体から固体への相転移を指す「昇華」の用法には、一部の化学者から疑問が呈されてきた。少なくとも1980年代には新谷光二らによる指摘・議論があった。細矢治夫も指摘を行うとともに、先に山崎昶らも紹介していた、中国語圏（中国や台湾）で使われている「凝華」の導入を提案した。
やがて教科書では、「昇華」を使うのは適当ではないとして気体から固体への相転移を指す用語を記載しない対応をとるようになった。また、日本化学会は2015年に「凝華」の使用を提案するに至った。これにより、その後教科書では補足の形で「凝華」を記載するようになり、2022年施行の新課程では本文でも「凝華」と記載するようになった。